# Skoków (gromada)
Skoków – dawna gromada, czyli najmniejsza jednostka podziału terytorialnego Polskiej Rzeczypospolitej Ludowej w latach 1954–1972.
Gromady, z gromadzkimi radami narodowymi (GRN) jako organami władzy najniższego stopnia na wsi, funkcjonowały od reformy reorganizującej administrację wiejską przeprowadzonej jesienią 1954 do momentu ich zniesienia z dniem 1 stycznia 1973, tym samym wypierając organizację gminną w latach 1954–1972.
Gromadę Skoków z siedzibą GRN w Skokowie utworzono – jako jedną z 8759 gromad na obszarze Polski – w powiecie puławskim w woj. lubelskim na mocy uchwały nr 14 WRN w Lublinie z dnia 5 października 1954. W skład jednostki weszły obszary dotychczasowych gromad Skoków, Franciszków Stary, Franciszków Nowy, Leonin, Zosin, Emilcin i Puszno Skokowskie ze zniesionej gminy Godów w tymże powiecie. 
13 listopada 1954 gromada weszła w skład nowo utworzonego powiatu opolsko-lubelskiego w tymże województwie, gdzie ustalono dla niej 19 członków gromadzkiej rady narodowej.
1 stycznia 1962 do gromady Skoków włączono obszar zniesionej gromady Komaszyce oraz wsie Stanisławów, Ludwików i Białowoda ze zniesionej gromady Wandalin w tymże powiecie.
Gromada przetrwała do końca 1972 roku, czyli do kolejnej reformy gminnej.